# 1712 au théâtre
| Années du théâtre : 1709 - 1710 - 1711 - 1712 - 1713 - 1714 - 1715    |
| Décennies du théâtre : 1680 - 1690 - 1700 - 1710 - 1720 - 1730 - 1740 |

## Pièces de théâtre publiées
- Le Père prudent et équitable, ou Crispin l'heureux fourbe, comédie de Marivaux, Limoges et Paris au Palais, Pierre Huet.

## Pièces de théâtre représentées
- 28 janvier : L’Ingrat, comédie de Destouches.
- 17 octobre : Jérusalem délivrée, tragédie lyrique d'Hilaire-Bernard de Longepierre, musique du duc d'Orléans, Fontainebleau.

## Naissances
- 4 février (baptême) : Konrad Ernst Ackermann, acteur allemand, mort le 13 novembre 1771.
- 25 décembre : Pietro Chiari, dramaturge, romancier et librettiste italien, mort le 31 août 1785.
- Date précise inconnue ou non renseignée : 
  - Alexandre-Guillaume de Moissy, écrivain et auteur dramatique français, mort en 1777.

## Décès
- 12 juin : Carlo Alessandro Guidi, poète et dramaturge italien, né le 14 juin 1650.
- 6 décembre : Gio Paolo Bombarda, premier directeur du Théâtre de la Monnaie à Bruxelles, dont il a supervisé la construction, né vers 1650.
- Vers 1712 : 
  - Cornelis de Bie, juriste, rhétoricien, poète et dramaturge des Pays-Bas méridionaux, né le 10 février 1627.
  - John Crowne, dramaturge britannique, né le 6 avril 1641.